# 奥様ご用心
『奥様ご用心』（Pot-Bouille）は、1957年のフランスの映画。エミール・ゾラの小説「ごった煮」を原作としている。監督はジュリアン・デュヴィヴィエ。出演はジェラール・フィリップなど。

## キャスト
※括弧内は日本語吹替（放送日1972年6月25日『サンデー洋画劇場』）
- オクターブ：ジェラール・フィリップ（山田康雄）
- ベルテ：ダニー・カレル
- エドゥアン：ダニエル・ダリュー（水城蘭子）
- オーギュスト：ジャック・デュビー
- エレオノール：ジャヌ・マルカン
- マリー：アヌーク・エーメ
- バシュラール：アンリ・ヴィルベール
- デュヴェリエ：ジャン・ブロシャール

## スタッフ
- 監督：ジュリアン・デュヴィヴィエ
- 原作：エミール・ゾラ
- 脚本：ジュリアン・デュヴィヴィエ、レオ・ジョアノン、アンリ・ジャンソン
- 撮影：ミシェル・ケルベ
- 音楽：ジャン・ウィエネル